# Gudrun Jochmann
Gudrun Jochmann (* 20. Jahrhundert) ist eine ehemalige deutsche Schauspielerin, Hörspiel- und Synchronsprecherin.

## Leben und Werdegang
Gudrun Jochmann wuchs in der Deutschen Demokratischen Republik auf.
Von 1959 bis 1986 wirkte Jochmann als Schauspielerin vor der Kamera in mehreren DEFA-Spielfilmproduktionen und in Fernsehserien des Deutschen Fernsehfunks mit. Sie war dabei allerdings vorwiegend in Nebenrollen besetzt.
Als Hörspielsprecherin war sie, nach den Angaben der ARD-Hörspieldatenbank, zwischen 1959 und 1988 beim Rundfunk der DDR tätig, hier in den früheren Jahren aber vorwiegend in Hauptrollen. Daneben war Jochmann auch einige Jahre lang als Synchronsprecherin tätig und lieh dabei unter anderem Ghita Nørby, Daniela Kolářová und Iva Janžurová ihre Stimme.

## Filmografie
- 1958: Die Erschaffung der Welt (Stvorení sveta, Sprecherin)
- 1959: Blaulicht (Fernsehserie, 1 Folge)
- 1960: Ein neuer Tag
- 1960: Das Stacheltier
- 1961: Septemberliebe
- 1961: Die Bombe
- 1964: Die Oswald-Story
- 1965: Woyzeck
- 1968: Geheimkommando Spree (TV-Miniserie)
- 1970: Heiner Fink
- 1971: Salut Germain (TV-Miniserie)
- 1972: Polizeiruf 110: Die Maske (Fernsehreihe)
- 1972: Der Dritte
- 1972: Polizeiruf 110: Blütenstaub
- 1972: Polizeiruf 110: Das Ende einer Mondscheinfahrt
- 1973: Aus dem Leben eines Taugenichts
- 1974: Maria und der Paragraph (Fernsehserie, 2 Folgen)
- 1975: Weimarer Pitaval (Fernsehserie, 1 Folge)
- 1986: Bärchens Weihnachtsüberraschung

## Hörspiele (Auswahl)
Sämtliche Hörspiele wurden vom Rundfunk der DDR produziert.
- 1959: Rolf Schneider: Einer zuviel (Sabine, Wilhelm Mattiesens Tochter, Schülerin) – Regie: Wolfgang Brunecker (Original-Hörspiel)
- 1961: Anita Heiden-Berndt: Der Anfang (Beate) – Regie: Uwe Haacke (Originalhörspiel, Kinderhörspiel)
- 1969: Horst Enders: Umsetzung (Petra Bergfeld) – Regie: Maritta Hübner (Originalhörspiel, Kinderhörspiel)
- 1969: Per Hjort Albertsen: Extrastunde (Karen) – Regie: Fritz-Ernst Fechner (Originalhörspiel)
- 1969: Rolf Wohlgemuth: Ein Kind zu früh (Elisabeth) – Regie: Helmut Molegg (Originalhörspiel)
- 1970: Armand Lanoux: Der Hüter der Bienen – Regie: Fritz Göhler (Originalhörspiel)
- 1970: Hella Wenzel: Das Allerschönste (Königin) – Regie: Maritta Hübner (Originalhörspiel, Kinderhörspiel, Rätselsendung)
- 1972: Fusu Alijewa: Klare Wasser entspringen den Bergen – Regie: Fritz Göhler (Hörspielbearbeitung)
- 1972: Werner Kröner: Kennwort: Momentaufnahme (Kurzhörspiele von Hörern) Kutte kriegt ein Kind (Marina) – Regie: Fritz Göhler (Originalhörspiel, Kurzhörspiel)
- 1985: Hans Bräunlich: Gewaltmarsch (Frau) – Regie: Fritz Göhler (Originalhörspiel, Kurzhörspiel)
- 1987: Hans Bräunlich: Befehl vor Dienstantritt (Renate) – Regie: Fritz Göhler (Originalhörspiel)
- 1988: Ricarda Bethke, Peter Bethke: Katzenhausen (Frau) – Regie: Christa Kowalski (Originalhörspiel, Kinderhörspiel)
- 1988: Roland Neumann: Immer wieder Henri (Nachbarin) – Regie: Christa Kowalski (Originalhörspiel, Kinderhörspiel)

Quelle: ARD-Hörspieldatenbank